# Таканабе-хан

Мон роду Акідзукі

Таканабе-хан (яп. 高鍋藩, たかなべはん) — хан в Японії, у провінції Хюґа, регіоні Кюсю.

## Короткі відомості
- Адміністративний центр: містечко Таканабе повіту Нака[1] (сучасне містечко Таканабе префектури Міядзакі).

- Інші назви: Такарабе-хан (財部藩).

- Дохід: 27 000 коку.

- Управлявся родом Акідзукі, що належав до тодзама і мав статус володаря замку (城主). Голови роду мали право бути присутніми у вербовій залі сьоґуна.

- Ліквідований в 1871.

## Правителі
| №  | Ім'я              | Ім'я     | Роки        | Ранг, титул     | Примітки                       |
| -- | ----------------- | -------- | ----------- | --------------- | ------------------------------ |
| 1  | Акідзукі Таненаґа | 秋月種長 | 1587 — 1614 | 従五位下 長門守 | Старший син Акідзукі Танедзане |
| 2  | Акідзукі Танехару | 秋月種春 | 1614 — 1659 | 従五位下 長門守 | Старший син Акідзукі Танесади  |
| 3  | Акідзукі Таненобу | 秋月種信 | 1659 — 1689 | 従五位下 佐渡守 | Старший син Акідзукі Танехару  |
| 4  | Акідзукі Танемаса | 秋月種政 | 1689 — 1710 | 従五位下 山城守 | Другий син Акідзукі Таненобу   |
| 5  | Акідзукі Танехіро | 秋月種弘 | 1710 — 1734 | 従五位下 長門守 | Старший син Акідзукі Танемаси  |
| 6  | Акідзукі Танемі   | 秋月種美 | 1734 — 1760 | 従五位下 長門守 | Другий син Акідзукі Танехіро   |
| 7  | Акідзукі Танесіґе | 秋月種茂 | 1760 — 1788 | 従五位下 山城守 | Старший син Акідзукі Танемі    |
| 8  | Акідзукі Таненорі | 秋月種徳 | 1788 — 1807 | 従五位下 山城守 | Старший син Акідзукі Танесіґе  |
| 9  | Акідзукі Танетада | 秋月種任 | 1808 — 1843 | 従五位下 筑前守 | Другий син Акідзукі Таненорі   |
| 10 | Акідзукі Танетомі | 秋月種殷 | 1843 — 1871 | 従五位下 長門守 | Старший син Акідзукі Танетади  |